# Wohlfahrtia triquetra
Wohlfahrtia triquetra är en tvåvingeart som beskrevs av Seguy 1933. Wohlfahrtia triquetra ingår i släktet Wohlfahrtia och familjen köttflugor. Inga underarter finns listade i Catalogue of Life.